# تفجير محطة وقود سونول
تفجير محطة وقود سونول هجومًا استشهادياً فدائياً مزدوجًا وقع في 27 أكتوبر 2002 بالقرب من محطة وقود سونول التي تقع عند مدخل مدينة أرييل ، وهي مستوطنة إسرائيلية في الضفة الغربية. قُتل ثلاثة أشخاص في الهجوم وأصيب حوالي 18 شخصًا بجروح. جميع القتلى كانوا جنود الاحتياط في الجيش الإسرائيلي المُحتل. أعلنت حماس مسؤوليتها عن الهجوم.

## الهجوم
في يوم الأحد الموافق 27 أكتوبر 2002 ، حوالي الساعة 11:30 صباحًا، اقترب شاب فلسطيني فدائي من كافتيريا قرب محطة وقود عند مدخل أرييل. كانت كافتيريا محطة الوقود مليئة بالجنود الإسرائيليين الذين كانوا ينتظرون حافلتهم.
عندما اقترب الانتحاري من محطة الوقود، رصده عامل في الكافيتريا القريبة وأخبر رئيسها أن الرجل بدا مشبوهاً. اقترب صاحب الكافيتريا مناحيم جلبوع ومضيف في محطة الوقود من المشتبه فيه، وحددوه على أنه إرهابي، وصارعه على الأرض وحمل ذراعيه، مما منعه من تفجير عبوته الناسفة. وبذلك، لاحظ جلبوع أن المشتبه فيه كان يرتدي حزامًا ناسفًا تحت قميصه. صرخ الاثنان طلباً للمساعدة ثم هرب ثلاثة جنود نحوهم لمساعدتهم على إخضاع الفدائي.
في هذه الأثناء، قام حارس أمن مدني إسرائيلي يدعى شاشار كيشت، كان في محطة الوقود يعبئ سيارته، بأخراج مسدسه على الفور وأطلق النار على الفدائي مرتين. في الرأس. ومع ذلك، عندما سقط الشهيد على الأرض انفجرت المتفجرات من على جسده.
وقتل الجنود الثلاثة الذين حاولوا إخضاع الفدائي في الانفجار. أصيب 20 شخصًا إضافيًا في الانفجار، أحدهم في حالة خطيرة.
ونتيجة للانفجار، اندلع حريق صغير في محطة الوقود، التي تم إخمادها بسرعة من قبل رجال الإطفاءالصهاينة.
وأعلنت حركة المقاومة الإسلامية حماس مسؤوليتها عن الهجوم.

### القتلى
- الرائد (الدقة ) تامر مسعد، 41 سنة، من بن شيمن [6]
- الملازم ماتان زغرون، 22 عامًا، من إيتامار [7]
- الرقيب أميد هاسيد، 32 عامًا، من مدينة تبواه [8]

## انتقام العدوان الإسرائيلي
بعد ساعات قليلة من الهجوم، أرسلت إسرائيل قوات عسكرية إلى شمال الضفة الغربية إلى مدينة جنين للقبض على الناشطين المرتبطين بالهجوم. خلال العملية، تم القبض على القوة العسكرية الإسرائيلية في تبادل لإطلاق النار مع قوات الميليشيا التي رفضت تسليم نفسها. قتل ثلاثة من كتائب شهداء الأقصى أثناء تبادل إطلاق النار. وأصيب جنديان إسرائيليان في الحادث.

## ردود الفعل الرسمية
الأطراف المعنية
 فلسطين :
- السلطة الوطنية الفلسطينية وأدان مسؤولون السلطة الوطنية الفلسطينية الهجوم، وذكر أن قوات الأمن التابعة لها غير قادرة على التحرك ضد الجماعات المسلحة الفلسطينية لقوات الاحتلال استولوا على معظم المدن في الضفة الغربية .[10]

 إسرائيل :
- صرح ديفيد بيكر، الناطق الرسمي باسم رئيس الوزراء أرييل شارون ، الذي تحدث عن الحادث، أن «الأجندة الشريرة للإرهابيين الفلسطينيين قد أثرت مرة أخرى».[4]

## روابط خارجية
- قنبلة تقتل 3 جنود إسرائيليين بالقرب من المستوطنة ؛ انفجار يتبع المواجهة مع المهاجم نسخة محفوظة 7 نوفمبر 2012 على موقع واي باك مشين. - نُشر على جريدة نسخة محفوظة 7 نوفمبر 2012 على موقع واي باك مشين. واشنطن بوست في 28 أكتوبر 2002
- الانتحاري يقتل 3. القوات تقتل 2 نسخة محفوظة 31 يناير 2013 at Archive.is - نشرت في شيكاغو تريبيون في 28 أكتوبر 2002